# Call on Me (Janet Jackson)
Call on Me è una canzone della cantautrice statunitense Janet Jackson contenente un featuring del rapper statunitense Nelly estratta come primo singolo dal nono album in studio della Jackson, 20 Y.O pubblicato dalla Virgin Records nel 2006.
Il singolo trascorse due settimane non consecutive al numero 1 della classifica Hot R&B/Hip-Hop Songs di Billboard, diventando il sedicesimo singolo R&B della Jackson a raggiungere la prima posizione di tale classifica, e raggiunse la posizione numero 25 della Billboard Hot 100 negli Stati Uniti. A livello internazionale, la canzone è entrata tra le prime 10 nelle classifiche in Belgio, Italia e Giappone e tra le prime 20 in Irlanda, Nuova Zelanda e Regno Unito.

## Descrizione
La canzone è stata scritta da Jermaine Dupri (all'epoca compagno della Jackson), Johntá Austin, James Phillips, Nelly, Jimmy Jam e Terry Lewis, mentre la produzione è stata curata da Janet Jackson, Dupri, Phillips, Jam e Lewis. È una ballata mid-tempo che campiona la canzone del 1983 Tell Me If You Still Care dei The S.O.S. Band, anch'essa scritta e prodotta da Jimmy Jam e Terry Lewis.
Il produttore Dupri ha dichiarato riguardo al duetto tra la Jackson e Nelly:

## Video musicale
Il video musicale è stato diretto da Hype Williams e venne ispirato dalle Favole di Esopo ed è stato girato all'interno di un hangar per aeromobili all'aeroporto JFK di New York City. Call on Me è diventato all'epoca uno dei video musicali più costosi di tutti i tempi, con un costo di produzione di oltre $1.000.000 (circa $2,3 milioni se adeguati per l'inflazione al 2017).

## Tracce

### CD singolo (Europa)[7]
Testi e musiche di Jermaine Dupri, Johntá Austin, James Phillips, Nelly, Jimmy Jam and Terry Lewis.
1. Call On Me (Album / Radio Mix) – 3:29
2. Call On Me (Full Phatt Extended Remix) – 4:18
3. Call On Me (Tony Moran / Warren Rigg Club Remix) – 9:20
4. Call On Me (Album Instrumental) – 3:28

## Classifiche
| Classifiche (2006)                | Posizione massima |
| --------------------------------- | ----------------- |
| Belgio                            | 2                 |
| Irlanda                           | 20                |
| Italia                            | 7                 |
| Giappone                          | 9                 |
| Nuova Zelanda                     | 11                |
| Regno Unito (singoli fisici)      | 7                 |
| Regno Unito (R&B)                 | 2                 |
| Regno Unito (OSC)                 | 18                |
| Stati Uniti Hot R&B/Hip-Hop Songs | 1                 |
| Stati Uniti Hot Dance Club Play   | 2                 |
| Stati Uniti Billboard Hot 100     | 25                |